# Live at Hammersmith ’82!
A Live at Hammersmith '82! a brit Duran Duran koncertalbuma. Eredetileg a Hammersmith Odeonban vették fel 1982. november 16-án és az EMI 2009. szeptember 21-én adta ki CD/DVD-ként.
AZ együttes három koncertet adott a Hammersmithben, a felvételek a harmadik estén történtek. A "Make Me Smile (Come Up and See Me)", amit eredetileg Steve Harley & Cockney Rebel adott elő, a "The Reflex" B-oldalaként jelent meg az Egyesült Királyságban.
A CD/DVD kiadáson szerepel mind a hat videoklip, amelyet a Rio-hoz készítettek és az együttes Top of the Pops fellépései.

## Számlista
| 1.  | "Rio"                                | 5:51 |
| 2.  | "Hungry Like the Wolf"               | 4:12 |
| 3.  | "Night Boat"                         | 5:09 |
| 4.  | "New Religion"                       | 5:52 |
| 5.  | "Save a Prayer"                      | 6:23 |
| 6.  | "Planet Earth"                       | 4:43 |
| 7.  | "Friends of Mine"                    | 5:23 |
| 8.  | "Careless Memories"                  | 4:44 |
| 9.  | "Make Me Smile (Come Up and See Me)" | 5:34 |
| 10. | "Girls on Film"                      | 7:07 |

| 1. | "My Own Way"                                              | 3:41 |
| 2. | "Hungry Like the Wolf"                                    | 3:42 |
| 3. | "Save a Prayer"                                           | 6:06 |
| 4. | "Lonely In Your Nightmare"                                | 4:51 |
| 5. | "Rio"                                                     | 5:05 |
| 6. | "The Chauffeur"                                           |      |
| 7. | "Hungry Like the Wolf" (Top of the Pops, 1982. május 13.) | 3:31 |
| 8. | "Rio" (Top of the Pops, 1982. november 18.)               | 4:35 |